# الأبيار (ليبيا)
تعتبر الأبيار بلدة ليبية يبلغ عدد سكانها حوالي 45.000 نسمة، وتقع شرقي مدينة بنغازي وتبعد عنها حوالي 62 كيلومترا بينما تأتي في الجنوب الغربي لمدينة المرج بحوالي 38 كيلومتر.
تتمتع بموقع استراتيجي حيث تقع شمالها غابات خضراء وأرض خصبة وجنوبها آبار ارتوازية تمدها بمياه الشرب. وسميت الأبيار بهذا الاسم لاحتوائها علي الكثير من الآبار.
تشتهر هذه المدينة بكونها تربط بين الشريط الساحلي المتمثل في دريانة وتوكرة وضاحية سيدي خليفة وبين الشريط شبه الصحراوي والمثمثل في مدينة سلوق.
في 15 أبريل 2013 تم تشكيل مجلس محلي مستقل في الأبيار عن ما عرف سابقاً بشعبية المرج ويتبع للمجلس كل من مناطق المليطانية، بومريم، الرجمة، جنوب الأبيار، شمال الأبيار، جيرة، سلينة وسيدي مهيوس والأخيرة بها مطار زراعي.

## مرافق

### تعليم
توجد بمدينة الأبيار أكثر من 16 مدرسة بمختلف المراحل بالإضافة إلى: كلية الآداب والعلوم، الأبيار (جامعة بنغازي)، المعهد العالي للعلوم والتقنية الأبيار(معهد عام ) ، جامعة الكتاب الأهلية، المعهد الصحي، مركز دائرة المعارف للتدريب والتأهيل، المعهد المتوسط للمهن الشاملة إضافة لعدد من المراكز التعليمية الخاصة ومعهد ديني.

### رياضة
بها نادي الأنوار تأسس 1960.

## مخطط المدينة
تمتد بلدة الأبيار على مساحة 700 هكتار ويظهر حجم المدينة في طولها وهي تمتد على جانبي الطريق الجبلي بنغازي-المرج. وتشهد مشاريع كمشروع 500 وحدة سكنية بمقر معسكر النقلية، ومشروع المساكن الجاهزة بحي الردماني الذي يتوسطها ويقوم بتصميمها جهاز تنمية وتطوير المراكز الإدارية وكذلك مخطط تصميم وتنفيذ حوالي 6000 وحدة سكنية بالمخطط الجنوبي لمدينة الأبيار.
إلا أن البلدة تعاني من البطء في تنفيذ المشروعات.

## الأحياء
السوق وهو أهم المعالم لوجود المجمعات الإدارية والبريد والمحلات التجارية وبه أهم حيين السوق اللوطي (السفلي) وحي التسيوني - حي الردماني - الحي الروماني أو ما يعرف بـ(حي لاميس)- حي الأندلس - حي الحدائق - حي الصومعة - السوق الفوقي - حي المصنع - عمارات الضمان - حي الزهراء الشرقي والغربي - الشعبية الدايخة - الشعبية القزونة عمارات المعسكر.

## الاقتصاد والصناعة
بالبلدة فروع لأربعة مصارف ليبية أضاف لوجود عدد من المشاريع الزراعية والمصانع بها بينها:
- مشروع غوط السلطان للدواجن والأبقار (كان من أكبر المشاريع الزراعية في ليبيا).
- مصنع أعلاف الأبيار
- مصنع دقيق الأبيار
- شركة الرخاء لصناعة الدقيق.